# Baumhaueria cuculliae
Baumhaueria cuculliae är en tvåvingeart som beskrevs av Robineau-desvoidy 1863. Baumhaueria cuculliae ingår i släktet Baumhaueria och familjen parasitflugor.
Artens utbredningsområde är Frankrike. Inga underarter finns listade i Catalogue of Life.